# Josh Freese
Joshua "Josh" Ryan Freese, född 25 december 1972 i Orlando, Florida, är en amerikansk musiker. Han var medlem i bandet Guns N' Roses från 1998–2000 och spelade med Nine Inch Nails från 2005–2008. Freese har medverkat under inspelningarna av flera av The Offsprings album även om han aldrig har blivit en fullfjädrad medlem i bandet. Han har även spelat med bland annat The Vandals, Devo, Viva Death och A Perfect Circle samt att han har gett ut ett soloalbumen Destroy Earth As Soon As Possible (1998), The Notorious One Man Orgy (2000), Since 1972 (2009) och My New Friends (2011). Han har ofta anlitats som studiomusiker, bland annat spelar han trummor på albumet Duo Limbo av det svenska grunge-pop bandet ShitKid och har totalt medverkat på över 200 album. I december 2010 ersatte han Zac Farro i Paramore under bandets turné i Sydamerika. Under 2023 till 2025 var han medlem i Foo Fighters .